# مقاطعة كومبرلاند (كارولاينا الشمالية)
مقاطعة كومبرلاند (بالإنجليزية: Cumberland County)‏ هي إحدى مقاطعات ولاية كارولاينا الشمالية في الولايات المتحدة الأمريكية. مركز المقاطعة أو مقعدها هي مدينة فاييتفيل. تأسست هذه المقاطعة سنة 1754.أصل هذه المقاطعة يأتي من: مقاطعة بلادين.

## أعلام
- إيفرت ماكيفر
- ديفيد مارشال وليامز